# Antaeus
Gli Antaeus sono una band black metal francese.

## Formazione

### Formazione attuale
- MkM - voce - (1994 - )
- Set - chitarra - (1996 - )
- Servus - chitarra -
- LSK - basso
- ZVN - batteria

### Ex componenti
- Piat chitarrista - (1993 - 1996)
- Storm batterista - (1994 - 2003)
- Black Priest bassista - (1994)
- Kheer bassista - (1995 - 1996)
- Olivier chitarrista - (1996)
- Philipe bassista - (1996)
- Thorgon chitarrista - (1998 - 2003)
- Sagoth bassista - (1998 - 2003)

## Discografia

### Album in studio
- 2000 - Cut Your Flesh and Worship Satan
- 2002 - De Principii Evangelikum
- 2006 - Blood libels
- 2016 - Condemnation

### Live album
- 1999 - Nihil Khaos - live '99
- 2002 - Satanik Audio Violence

### Demo
- 1995 - Y.A.T.B.O.T.M.
- 1996 - Supremacist Dawn
- 1998 - Promo 98

### Split album
- 1998 - Eternal Majesty & Antaeus
- 2001 - Reverse Voices of the Dead con i Necrophagia
- 2001 - SPK Kommando con Deviant, Eternal Majesty, Hell Militia
- 2002 - AntaeuS/Aosoth
- 2003 - Antaeus & Krieg Live Split con Krieg
- 2005 - From the Entrails to the Dirt con Malicious Secrets, Mütiilation, Deathspell Omega

### EP
- 1999 - Rekordin 2000-I
- 2004 - Rot